# Corbeil-Essonnes
Corbeil-Essonnes település Franciaországban, Essonne megyében. Lakosainak száma 53 712 fő (2022. január 1.). Corbeil-Essonnes Étiolles, Le Coudray-Montceaux, Lisses, Morsang-sur-Seine, Ormoy, Saint-Germain-lès-Corbeil, Saint-Pierre-du-Perray, Saintry-sur-Seine, Villabé és Évry-Courcouronnes községekkel határos.

## Népesség
A település népességének változása:
| Lakosok száma | 47 632 | 50 412 | 51 682 | 51 292 | 50 954 | 51 234 | 52 340 | 52 683 | 53 712 |
|               | 2013   | 2015   | 2016   | 2017   | 2018   | 2019   | 2020   | 2021   | 2022   |